# Edificio Central de la UASLP
El Edificio Central de la Universidad Autónoma de San Luis Potosí (UASLP) es un monumento histórico de estilo neoclásico ubicado en la Plaza Fundadores de la ciudad de San Luis Potosí, San Luis Potosí en México.

## Historia

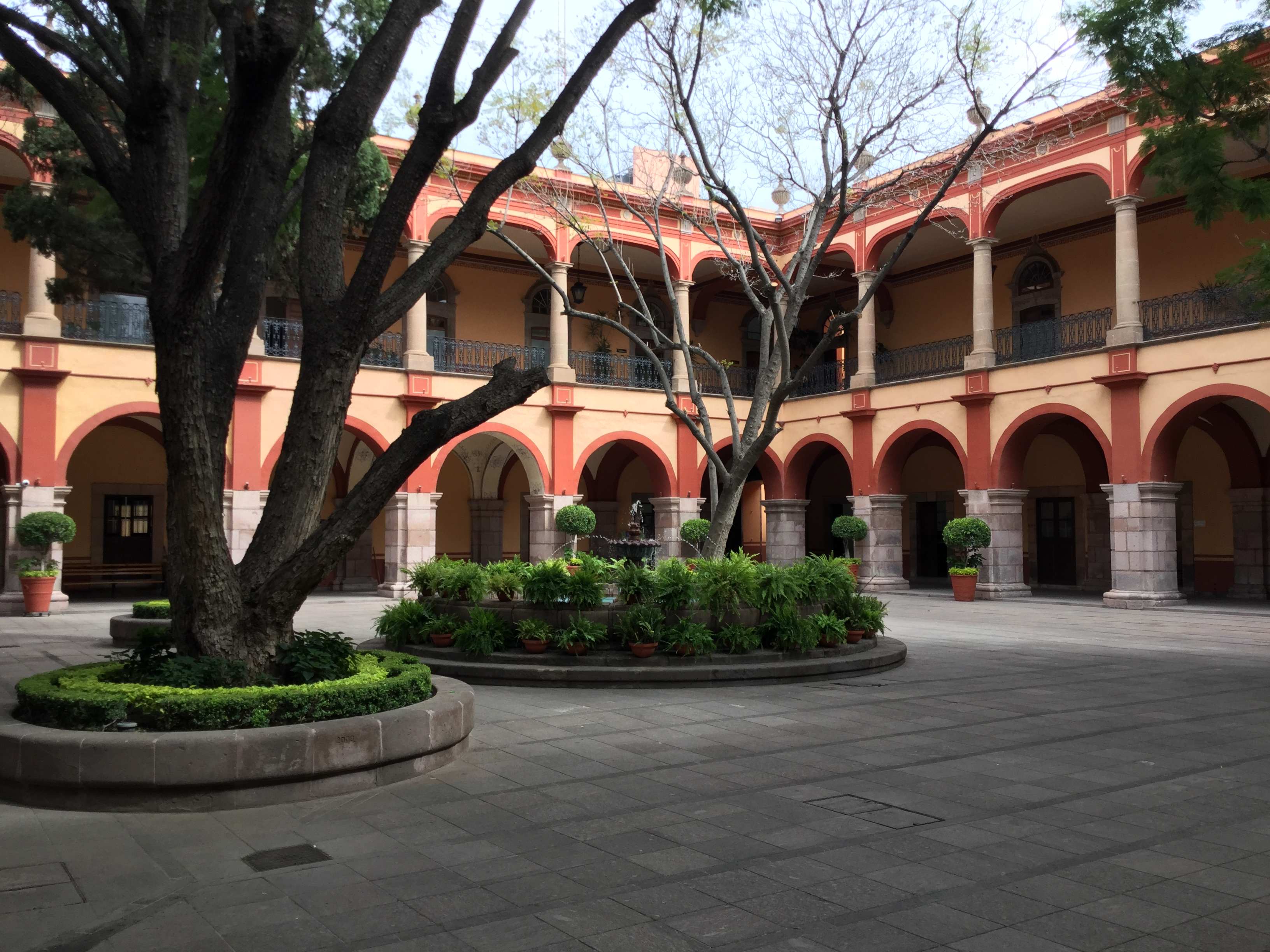
Vista del patio central.

En 1623 el edificio fue establecido como colegio de la Compañía de Jesús, formando un conjunto arquitectónico junto al Templo de la Compañía y la Capilla de Loreto. La fuente en el patio central data de la segunda mitad del siglo XX. Durante la segunda intervención francesa en México fue ocupada como cuartel militar. En 1826 fue convertida en el Seminario Guadalupano Potosino. La planta baja es parte de la construcción original, mientras que la alta fue edificada en 1861 después de que el antiguo colegio fue convertido al Instituto Científico y Literario en 1859. Fue totalmente renovada la fachada de 1871 a 1872, siendo cambiada de barroca a neoclásica y sus corredores fueron sustituidos por los actuales. Hasta 1952 el edificio albergó todas las oficinas de la UASLP, pero con la expansión de la universidad algunas oficinas se han transferido a otros lugares. El edificio contiene un busto del primer gobernador del estado, Ildefonso Díaz de León.

## Exposición
El museo, inaugurado el 21 de noviembre de 2019, comprende cuatro núcleos. Tiene una amplia colección compuesta de aparatos científicos y tecnológicos, pinturas al óleo y colecciones de libros del siglo XIX, bustos de personajes relacionados con el recinto y material digital que habla sobre las distintas épocas del recinto. También hay facsímiles de incunables, pinturas, documentos y patrimonio universitario como una escultura de cantera, una pluma y una campana. Muchas de las piezas fueron donadas por distintas personas que pusieron su confianza en el proyecto. El museo se encuentra en la ala poniente del recinto.
- La primera sala es sobre los orígenes del edificio en 1623.
- La segunda sala trata la época posterior a la expulsión de los jesuitas de la Monarquía Hispánica de 1767.
- La tercera sala es sobre el Instituto Científico y Literario que se instaló en 1859.
- La cuarta sala trata la actualidad del recinto y su uso como un espacio científico y de las artes.